# 도대체 무슨 일이야?
《도대체 무슨 일이야?》는 다음 웹툰을 원작으로 한 웹드라마이다. 2015년, 다음 tv팟에서 공개됐다.

## 등장 인물
- 재효 : 일우 역
- 고은미 : 유안나 역
- 조은형 : 어린 유안나/한나 역
- 박광선 : 진우 역
- 안희정 : 일우 엄마 역
- 신이 : 민아 역
- 김하연 : 박소라 역
- 장지혜 : 아영 역
- 한태일 : 남이 역
- 송영재 : 소라 아빠 역